# Amphoe Nong Ki
Amphoe Nong Ki (thaï : หนองกี่) est un amphoe de la province de Buriram.